# Айла Том'янович

Айла Томлянович (хорв. Ajla Tomljanović, 7 травня 1993) — хорватська та австралійська тенісистка.
Айла народилася в Загребі в родині хорвата та боснійки. Грати в теніс вона почала з 7 років. Найвища її позиція в юніорському рейтингу — 4 місце. 2009 року разом із Крістіною Макгейл вона виграла Відкритий чемпіонат Австралії серед дівчат у парному розряді, а 2010 року — перший турнір ITF в одиночному розряді.
На Відкритому чемпіонаті Франції 2014 вона послідовно здолала Франческу Ск'явоне, Олену Весніну та Агнешку Радванську, що дозволило їй вийти в четверте коло, де вона поступилася Карлі Суарес Наварро.
З 2014 року на турнірах Великого шолома виступала під прапором Австралії. Повне австралійське громадянство Томлянович отримала в січні 2018 року.

## Фінали турнірів WTA

### Одиночний розряд: 3 фінали
| Результат | В-П | Дата     | Турнір                     | Категорія   | Покриття | Супротивниця      | Рахунок            |
| --------- | --- | -------- | -------------------------- | ----------- | -------- | ----------------- | ------------------ |
| Поразка   | 0–1 | Лют 2015 | Thailand Open, Таїланд     | Міжнародний | Тверде   | Даніела Гантухова | 6–3, 3–6, 4–6      |
| Поразка   | 0–2 | Тра 2018 | Morocco Open, Марокко      | Міжнародний | Ґрунт    | Елізе Мертенс     | 2–6, 6–7(4–7)      |
| Поразка   | 0–3 | Вер 2018 | Korea Open, Південна Корея | Міжнародний | Тверде   | Кікі Бертенс      | 6–7(2–7), 6–4, 2–6 |

## Зовнішні посилання
Досьє на сайті WTA [Архівовано 27 травня 2014 у Wayback Machine.]